# Неаполитанская революция
Неаполитанская революция (ит. Moti del 1820-1821) — буржуазная революция 1820—1821 годов в Неаполе (Неаполитанском королевстве в составе Королевства обеих Сицилий, Италия).

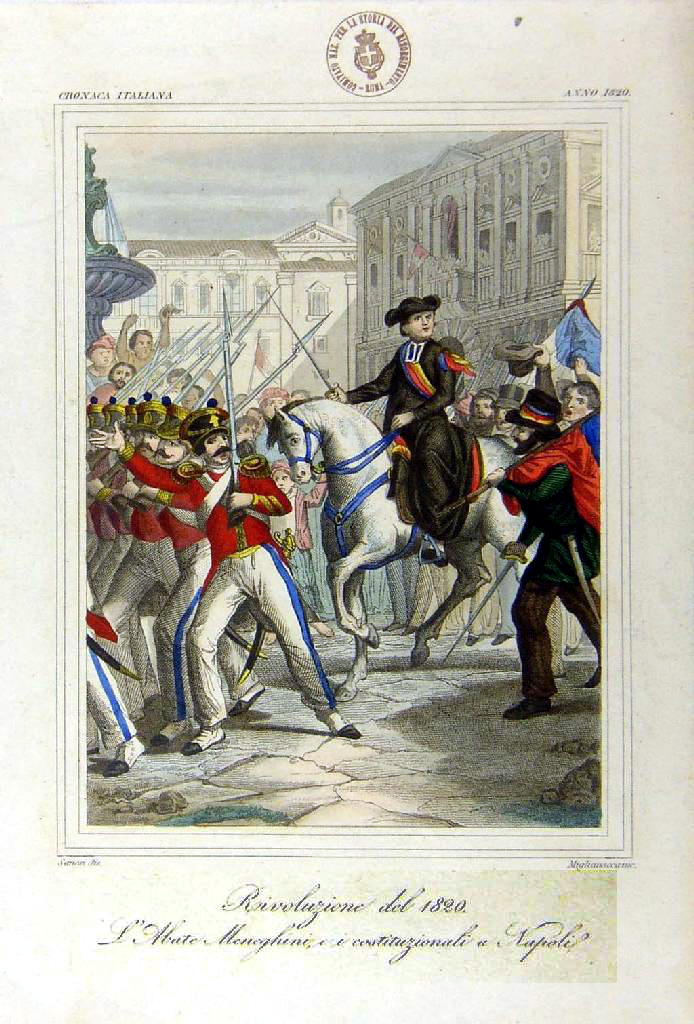
Вступление восставших в Неаполь.

В 1820 году в Королевстве Обеих Сицилии росло всеобщее недовольство политикой неаполитанского правительства, усугублявшегося чрезвычайно тяжелым экономическим положением королевства. До сих пор не были преодолены последствия кризиса 1816 г. Высокий поземельный налог причинял большой ущерб новым землевладельцам, еще обостряя недовольство, порожденное иностранной конкуренцией в торговле хлебом, падением цен на зерно и другими последствиями кризиса. Все это заставляло сельскохозяйственную буржуазию искать разрешения возникавших проблем в политическом плане. Еще в большей мере последствия аграрного кризиса испытывало на себе крестьянство, страдавшее также от раздела домениальных земель, так как это мешало его возможности пользоваться сервитутными правами на этих землях. Обнищание сельского населения росло, массовый голод и повальные эпидемии приводили к высокой смертности сельской и городской бедноты.
В стране росло возбуждение, и это в свою очередь толкало карбонариев на решительные действия. Вдохновленные событиями революции в Испании, множились и первые повстанческие попытки в Италии: сначала в июне 1820 г. на Сицилии, а затем в июле в Неаполе были организованы группы повстанцев. В Неаполе был организован заговор (у которого не было намерения низвержения короля, а только требование конституции), в котором также участвовали некоторые высокопоставленные чиновники-«мюратисты», такие как братья Флорестано и Гульельмо Пепе, магистрат, такие как Джустино Фортунато и писатели, как Доменико Симеоне Олива. Микеле Морелли, руководитель секции карбонериев в Ноле, решил вовлечь в заговор свой полк. Джузеппе Сильвати, младший лейтенант, и Луиджи Миничини, священник из Нолы с анархистскими идеями, присоединились к заговорщикам.
В ночь с 1 на 2 июля 1820 года, в ночь покровителя карбонариев Сан-Тибальдо, Морелли и Сильвати начали восстание, дезертировав с 130 солдатами и 20 офицерами. Вскоре к ним присоединился Миничини, вступивший в конфликт с Морелли: первый хотел совершить широкий поход по сельской местности, чтобы пополнить свои ряды крестьянами и другими простыми людьми, которые, по его мнению, ждали присоединения к заговору; второй хотел двигаться прямо в Авеллино, где его поджидал генерал Пепе. Миничини покинул отряд, чтобы реализовать свои намерения, но вскоре вернулся. Микеле Морелли со своими солдатами двинулся в сторону Авеллино, но не встретил ожидаемого энтузиазма толпы на улицах. Зато 2 июля в Монтефорте его торжественно приняли. На следующий день Морелли, Сильвати и Миничини вошли в Авеллино, приветствуемые городскими властями, заверили, что их действия не направлены на свержение монархии, и провозгласили конституцию по испанскому образцу. После этого подполковник Лоренцо Де Кончили, заменявший Гульельмо Пепе, который находился в тот момент в Неаполе, согласился до возвращения Пепе возглавить армию повстанцев. Этот жест подчинения военной иерархии вызвал разочарование Миничини, который вернулся в Нолу, чтобы поднять народное восстание.

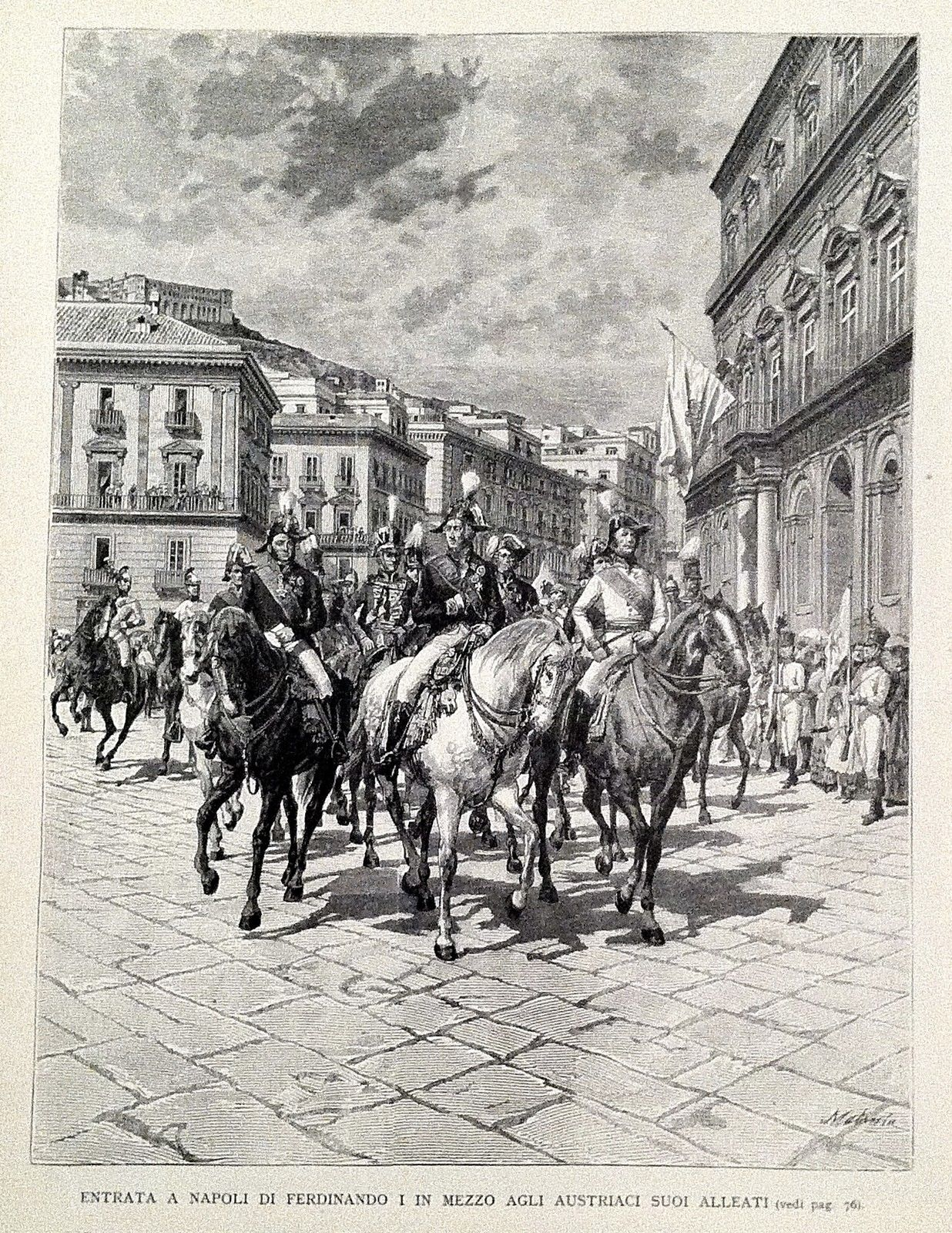
Возвращение Фердинанда в Неаполь с австрийскими войсками.

5 июля Морелли вошел в Салерно; вскоре восстание распространилось на Неаполь, куда генерал Гульельмо Пепе собрал много воинских частей. На следующий день король Фердинанд I был вынужден принять конституцию по образцу испанской 1812 года. 
Было сформировано правительство из «мюратистов» и некоторых карбонариев, и 13 июля король и его сыновья были приведены к присяге на Кадисской конституции. Затем начались интенсивные дебаты о изменениях, которые должны были быть внесены в неё, и вопрос о децентрализации стал основным вопросом, который в конечном итоге вызвал раскол между «мюратистами» и карбонариями: первые, в основном проживавшие в столице, были против; в то время как последние, из провинций, за децентрализацию. Хотя были созданы провинциальные советы, внутренние разногласия остались и, по сути, стали причиной провала политической революции.
В августе на основе трёхступенчатого голосования был избран неаполитанский парламент. 1 октября 1820 года он открывается в столице. Однако депутаты отвергли идею о введении самоуправления. Парламент ввел новые косвенные налоги, а затем в январе 1821 года издал декрет о продлении сроков раздела домениальных земель, чем вызвал недовольство широких масс крестьянства и их полное безразличие к судьбам революции. 
Тем временем Священный союз на конгрессе в Троппау решил вмешаться во внутренние дела королевства. Для окончательного решения вопроса об австрийской интервенции страны Священного союза решили созвать новый конгресс в Лайбахе. На этот конгресс был приглашен неаполитанский король Фердинанд. Таким путем ему была предоставлена возможность вырваться из ненавистного ему конституционного Неаполя. Выехав за пределы своего королевства, Фердинанд немедленно отрекся от присяги и заявил, что конституция была ему навязана силой и что он настаивает на австрийской интервенции. Эта позиция неаполитанского короля помогла Меттерниху с легкостью добиться окончательного решения вопроса об интервенции.
52-тысячная армия австрийцев, под начальством Фримона, 5 февраля  1821 года перешла реку По и двинулась к пределам Неаполитанского  королевства. Начало австрийского похода застало страну крайне плохо подготовленной к войне. Неаполитанские  войска, в числе более 26 тыс., под начальством генерала Караскоза, стояли у Сан-Джермано, а около 14 тыс. плохо вооруженных провинциальных гвардейцев, под командованием генерала Пепе, занимали Абруццы (самое возвышенное нагорье королевства). 21 февраля Пепе вторгся в Церковную область, но при первой же встрече с небольшим отрядом австрийской конницы его гвардейцы поспешили уйти. Когда Фримон, вступив в Фолиньо, возвестил, что употребит оружие лишь против тех, кто будет оказывать сопротивление австрийским войскам, то большая часть ополченцев разошлась по домам. 7 марта Пепе попытался атаковать австрийцев у Риети, но был разбит, после чего остатки его ополчения рассеялись. Генерал Караскоза был обойден австрийцами и очистил свою позицию без боя. Вслед за тем линейные войска неаполитанцев перешли на сторону австрийцев, и у Караскозы осталась одна гвардия. Отступив с нею в Капую, он заключил перемирие. 24 марта австрийские войска вошли в Неаполь в сопровождении короля Фердинанда, не встретив сопротивления, и распустили новорождённый парламент. Вскоре восстание было подавлено во всем королевстве.
Через пару месяцев король Фердинанд отменил конституцию и поручил министру полиции, принцу Каноса, задержать всех подозреваемых в заговоре. Любопытно, что среди них оказался и молодой Винченцо Беллини, в то время студент Реальной коллегии музыки при монастыре Сан-Себастьяно в Неаполе, который отказался от своей приверженности конституционным идеям и, таким образом, добился амнистии. Те, кому удалось эмигрировать, были осуждены заочно. Были заочно приговорены к смертной казни Г. Пепе, Л. Миникини, Л. Де Кончили, М. Караскоза. Сильвати и Морелли были повешены в Неаполе 12 сентября 1822 г. Миничини бежал в Испанию.